# Jimmy Carr
James Anthony Patrick Carr, mer känd under sitt artistnamn Jimmy Carr, född 15 september 1972 i Isleworth i England, är en brittisk-irländsk komiker, författare, skådespelare och programledare i radio och tv. Han är känd för sin mörka humor och sitt distinkta skratt.
Carr påbörjade sin karriär inom komedi 2000. Efter att han blivit etablerad ståuppkomiker började Carr medverka i flera olika tv-program i den brittiska tv-kanalen Channel 4. Kanske mest uppmärksammad blev han som programledare i programmet 8 out of 10 Cats.